# Karl Drais

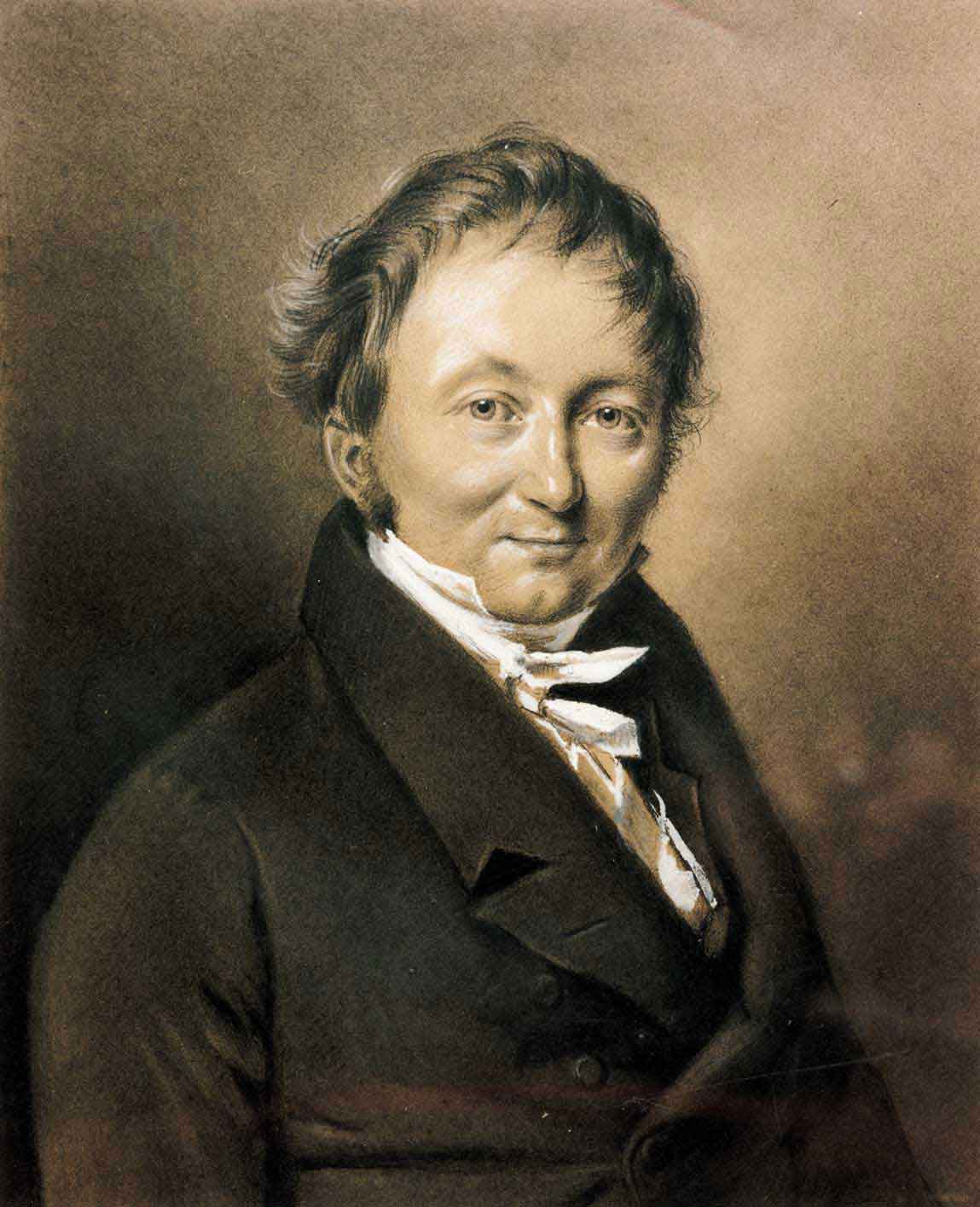
Karl Drais, 1820

Karl Friedrich Christian Ludwig Freiherr Drais von Sauerbronn (Karlsruhe, 29 april 1785 - aldaar, 10 december 1851), kortweg Karl Drais, was de uitvinder van de draisine, of loopfiets, de voorloper van de fiets.
Karl Drais was de zoon van een jurist. Hij studeerde aan de bosbouwacademie. Bovendien studeerde hij wis- en natuurkunde aan de universiteit van Heidelberg.
Drais werd houtvester in dienst van de groothertog Karel van Baden en knutselde in zijn vrije tijd aan apparaten, waarmee de mens zich efficiënter zou kunnen voortbewegen.
Drais werkte onder meer aan een vierwielige wagen, die met mensenvoeten in plaats van paardenkracht op een goede weg sneller ging dan andere voertuigen. De presentatie van deze wagen in Wenen in 1814 liep op een fiasco uit. Later werd het door Drais ontwikkelde systeem toegepast op wagentjes die op rails lopen. Deze laatste voertuigen worden daarom ook draisine genoemd
Overigens was zijn werkgever, de groothertog van Baden, wel onder de indruk geraakt van zijn prestatie, waardoor Drais zich geheel aan zijn uitvindingen kon wijden met behoud van salaris. De groothertog gaf hem de titel "Professor der Mechanik".
Drais ontwikkelde vervolgens een voertuig met twee wielen, de draisine "laufmachine" of in het Frans de vélocipède. Dit voertuig zou de voorloper worden van de fiets, zoals wij die vandaag de dag kennen. Hij introduceerde zijn vinding voor het eerst in 1817 in Mannheim. Later maakte hij ook driewiel-uitvoeringen. Een uitzonderlijk mooi exemplaar, gebouwd omstreeks 1820, staat in museum Paleis het Loo in Apeldoorn.
Er is lange tijde sprake geweest van zogenoemde Célérifères. Dat zouden houten loopfietsen zijn waarbij de wielen niet stuurbaar waren. Men kon alleen in een rechte lijn rijden. Dit blijkt een verzinsel te zijn van de nestor onder de schrijvers van rijwielhistorie: Louis Baudry de Saunier. Hij introduceerde deze Célérifères in zijn boek van 1891 en het heeft tot 1980 geduurd voordat deze fout werd rechtgezet.
In latere jaren bedacht Drais onder meer een stoomkookpan, een periscoop en een schrijfmachine. Deze laatste vinding gaf hij de toepasselijke naam "snelschrijfklavier".
Zijn uitvindingen leidden echter niet tot een persoonlijk maatschappelijk succes. Hij stierf op 10 december 1851 verpauperd en als zenuwlijder in zijn kosthuis te Karlsruhe.
Op 24 september 1893 werd te zijner nagedachtenis in Karlsruhe een bronzen borstbeeld van hem onthuld.